# Army of Mushrooms
| Оценки критиков | Оценки критиков |
| Источник        | Оценка          |
| --------------- | --------------- |
| Spin            | [ 1 ]           |

Army Of Mushrooms — восьмой студийный альбом израильской психоделик-транс группы Infected Mushroom, вышел 8 мая 2012 года под лейблом Dim Mak Records. Альбом назван в честь «армии» фанатов. До выхода альбома вышло два сингла — «U R So Fucked» (14 февраля 2012) и «Nation of Wusses» (3 апреля 2012). В оформлении обложки альбома использована работа российского художника Антона «Gloom82» Семёнова.

## Список композиций
1. «Never Mind» — 6:05
2. «Nothing to Say» — 6:28
3. «Send Me an Angel» — 7:25 (Ремейк на песню группы Mashina)
4. «U R So Fucked» — 4:41
5. «The Rat» — 7:43
6. «Nation of Wusses» — 7:02
7. «Wanted To» — 3:24
8. «Serve My Thirst» — 6:46
9. «I Shine» — 5:43
10. «Drum N' Bassa» — 7:12
11. «The Pretender» — 6:34 (Кавер на одноимённую песню Foo Fighters)
12. «The Messenger 2012» — 10:38 (ремикс на трек «The Messenger», сделанный в 2000 году)
13. «Swingish» — 6:16 (бонус-трек цифрового издания)